# اسپرینگوال (مین)
اسپرینگوال(به انگلیسی: Springvale) شهری در ایالت مین کشور ایالات متحده آمریکا است که جمعیت آن در سرشماری سال ۲۰۱۰ میلادی، ۳٬۲۹۲ نفر بوده‌است.

## نگارخانه

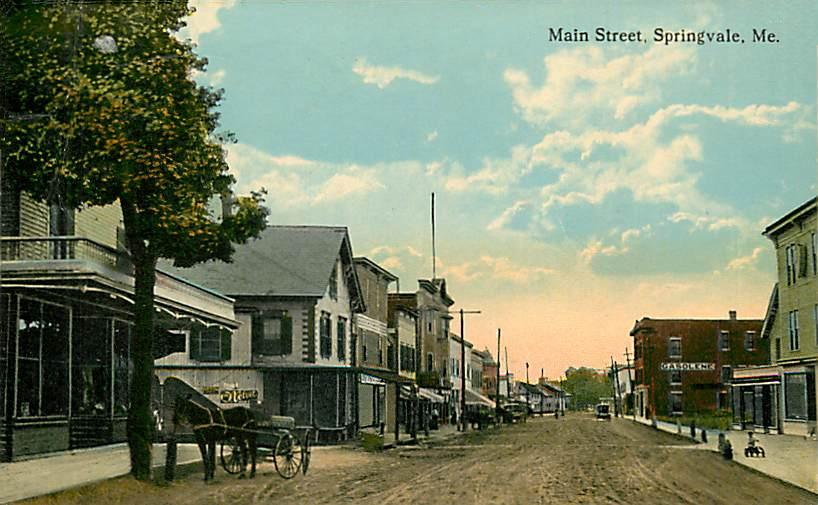
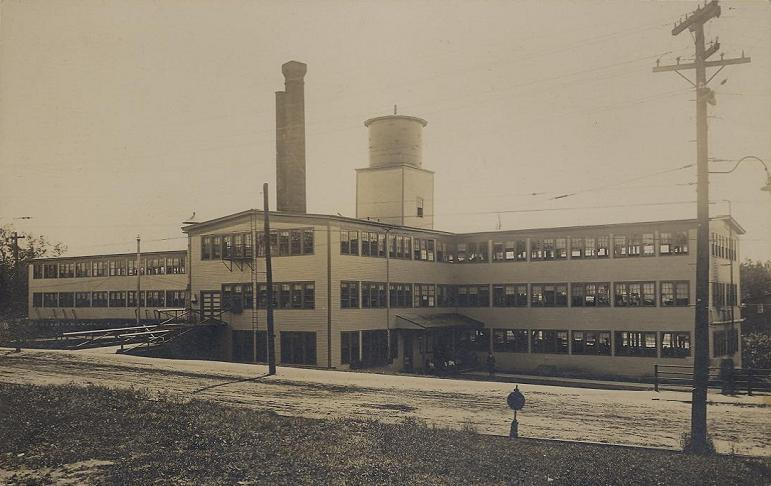
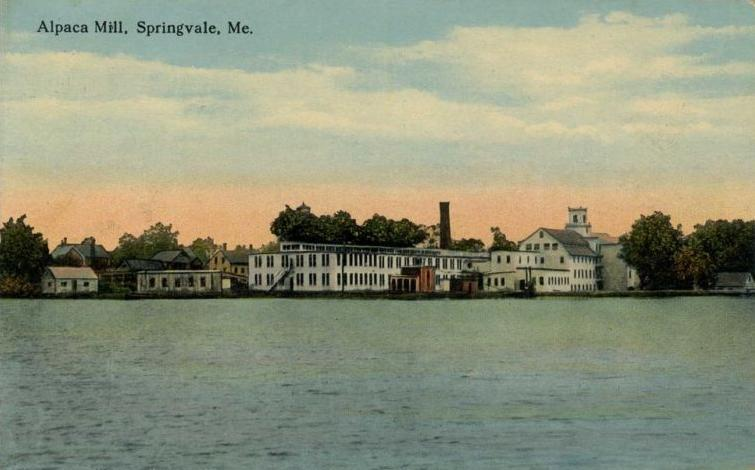